# Liste der Kulturdenkmale in Kernen im Remstal

Wappen von Kernen im Remstal

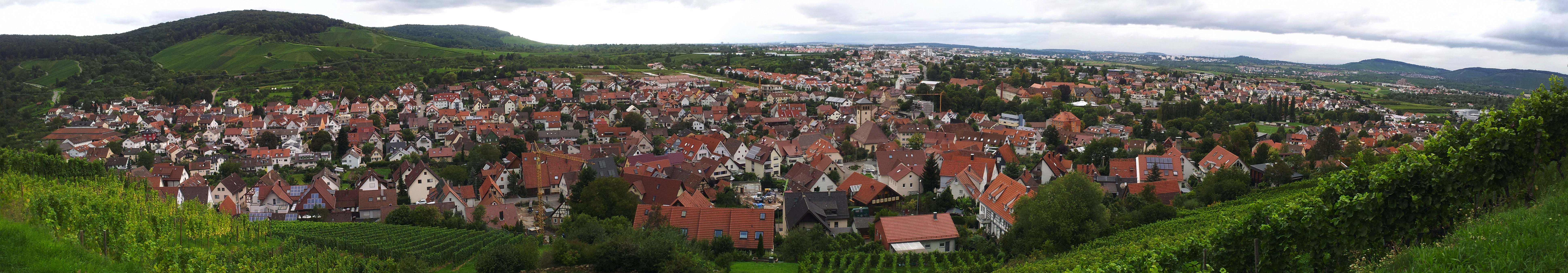
Blick auf Kernen (Stetten)

In der Liste der Kulturdenkmale in Kernen im Remstal sind Bau- und Kunstdenkmale der Gemeinde Kernen im Remstal verzeichnet. Die Liste wurde zum Großteil nach dem Flächennutzungsplan 2015 des Planungsverband Unteres Remstal erstellt.
Stand dieser Liste ist der 14. Juni 2004.
Diese Liste ist nicht rechtsverbindlich. Eine rechtsverbindliche Auskunft ist lediglich auf Anfrage bei der Unteren Denkmalschutzbehörde der Gemeinde Kernen im Remstal erhältlich.

## Kulturdenkmale in Kernen im Remstal
| Kulturdenkmale (Stand November 2021) | Anzahl | Änderung zu 2000                |
| ------------------------------------ | ------ | ------------------------------- |
| Rommelshausen                        | 9      | abgegangen: 1 neuausgewiesen: 0 |
| Stetten im Remstal                   | 33     | abgegangen: 6 neuausgewiesen: 2 |
| Gesamt                               | 42     |                                 |

| Bild           | Bezeichnung                       | Lage                                             | Datierung                    | Beschreibung | ID |
| -------------- | --------------------------------- | ------------------------------------------------ | ---------------------------- | --- | -- |
|                | Gehöft                            | Rommelshausen, Friedhofstraße 12, 12a (Karte)    |                              | 2018 abgerissen und überbaut Geschützt nach § 2 DSchG |    |
| Weitere Bilder | Gehöft                            | Rommelshausen, Friedhofstraße 14, 14/2 (Karte)   | 16. Jh.                      | Wird auch Glockenhof genannt Geschützt nach § 2 DSchG |    |
|                | Bauernhaus                        | Rommelshausen, Hauptstraße 13 (Karte)            |                              | Geschützt nach § 2 DSchG |    |
| Weitere Bilder | Ev. Pfarrkirche                   | Rommelshausen, Hauptstraße 15 (Karte)            | 1844                         | Zentral im Ort gelegene ev. Pfarrkirche (Turmchor 14. Jh., 1843/44) mit weithin sichtbarem Kirchturm besonders nach Nordosten. Geschützt nach § 2 DSchG                                                                     |    |
| Weitere Bilder | Rathaus                           | Rommelshausen, Hauptstraße 17 (Karte)            | 1777                         | Wurde 2020-2022 kernsaniert. Geschützt nach § 2 DSchG |    |
| Weitere Bilder | Alte Kelter                       | Rommelshausen, Kelterstraße 82 (Karte)           | 1582                         | Wird heute sie als Veranstaltungsgebäude genutzt. |    |
| Weitere Bilder | Pfarrhof                          | Rommelshausen, Pfarrstraße 1, 1/1, 1a (Karte)    |                              | Im Pfarrhaus befindet sich heute die Polizeidienststelle von Kernen. Geschützt nach § 2 DSchG |    |
|                | Bauernhaus                        | Rommelshausen, Pfarrstraße 2 (Karte)             |                              | Geschützt nach § 2 DSchG |    |
|                | Weingärtnerhaus                   | Rommelshausen, Schafstraße 16 (Karte)            |                              | Geschützt nach § 2 DSchG |    |
| Weitere Bilder | Ehem. Gehöft                      | Rommelshausen, Stettener Straße 5, 7/3 (Karte)   | 1750                         | Auch Neuschenhof genannt. Geschützt nach § 2 DSchG |    |
|                | Steinbrücke über den Beibach      | Rommelshausen, Flstnr. 6050/1 FW 366 (Karte)     |                              | Geschützt nach § 2 DSchG |    |
| Weitere Bilder | Architektenwohnhäuser             | Stetten, Hartstraße 39-45 (Karte)                | 1961                         | Denkmal für „vorbildliche Verdichtung“. |    |
|                | Weingärtnerhaus                   | Stetten, Hindenburgstraße 2 (Karte)              |                              | Geschützt nach § 2 DSchG |    |
|                | Streckgehöft                      | Stetten, Hindenburgstraße 12 (Karte)             |                              | Geschützt nach § 2 DSchG |    |
|                | Bauernhaus                        | Stetten, Hindenburgstraße 13 (Karte)             |                              | Streckgehöft mit angebauter Scheune. Mittlerweile abgerissen. Geschützt nach § 2 DSchG |    |
| Weitere Bilder | Weingärtnerhaus bzw. Handelshaus  | Stetten, Hindenburgstraße 24 (Karte)             | um 1620                      | Wird aktuell als Museum zur Ortsgeschichte genutzt. Geschützt nach § 2 DSchG |    |
|                | Weingärtnerhaus                   | Stetten, Hindenburgstraße 35 (Karte)             | 1799                         | Geschützt nach § 2 DSchG |    |
|                | Gehöft                            | Stetten, Hindenburgstraße 37 (Karte)             |                              | Geschützt nach § 2 DSchG |    |
| Weitere Bilder | Kelter                            | Stetten, Hindenburgstraße 43 (Karte)             | 1786                         | Wird als Veranstaltungsgebäude genutzt. Geschützt nach § 2 DSchG |    |
| Weitere Bilder | Genossenschaftskelter             | Stetten, Weinstraße 6 (Karte)                    | 1931                         | Geschützt nach § 2 DSchG |    |
|                | Friedhof                          | Stetten, Hindenburgstraße (Flstnr. 5430) (Karte) | 16. Jahrhundert              | Geschützt nach § 2 DSchG |    |
|                | Einhaus                           | Stetten, Hirschstraße 1 (Karte)                  |                              | Geschützt nach § 2 DSchG |    |
|                | Bauernhaus                        | Stetten, Hirschstraße 9 (Karte)                  |                              | Geschützt nach § 2 DSchG |    |
| Weitere Bilder | Ev. Pfarrhaus                     | Stetten, Kirchstraße 1 (Karte)                   | 1825                         | In den letzten Kriegswochen wurde das jüdische Ehepaar Max und Ines Krakauer im Pfarrhaus, durch die Pfarrersfrau Hildegard Spieth versteckt gehalten. Geschützt nach § 2 DSchG                                             |    |
|                | Ehem. Schule                      | Stetten, Kirchstraße 3 (Karte)                   |                              | Geschützt nach § 2 DSchG |    |
| Weitere Bilder | Ev. Pfarrkirche                   | Stetten, Kirchstraße 5 (Karte)                   | 1698 (Kirche), 1828 (Turm)   | Geschützt nach § 28 DSchG |    |
|                | Weingärtnerhaus                   | Stetten, Kirchstraße 12 (Karte)                  |                              | abgerissen (mittleres Gebäude auf Bild) Geschützt nach § 2 DSchG |    |
| Weitere Bilder | Gasthaus zum Ochsen               | Stetten, Kirchstraße 15 (Karte)                  | 17. Jahrhundert              | Geschützt nach § 2 DSchG |    |
|                | Weingärtnerhaus                   | Stetten, Kirchstraße 16, 16/1 (Karte)            |                              | Geschützt nach § 2 DSchG |    |
|                | Bauernhaus                        | Stetten, Kleine Steige 2 (Karte)                 | verm. frühes 18. Jahrhundert | 2014 abgerissen Geschützt nach § 2 DSchG | BW |
|                | Bauernhaus                        | Stetten, Kleine Steige 12 (Karte)                |                              | Geschützt nach § 2 DSchG |    |
|                | Quereinhaus                       | Stetten, Klosterstraße 16 (Karte)                | 1880                         | Geschützt nach § 2 DSchG |    |
|                | Weingärtnerhaus                   | Stetten, Klosterstraße 21 (Karte)                | 1568                         | Geschützt nach § 28 DSchG |    |
|                | Bauernhaus                        | Stetten, Lange Straße 7 (Karte)                  | 16. Jahrhundert              | 2004 abgerissen Geschützt nach § 2 DSchG | BW |
|                | Bauernhaus                        | Stetten, Lange Straße 38 (Karte)                 |                              | Geschützt nach § 2 DSchG |    |
|                | Bauernhaus                        | Stetten, Mühlstraße 2 (Karte)                    |                              | Geburtshaus von Johann David Pfeffer, einem Stettener Spielmann. Am 3. März 2015 brannte der Dachstuhl des Gebäudes aus. Geschützt nach § 2 DSchG                                                                           |    |
|                | Bauernhaus und ehem. Gasthaus     | Stetten, Mühlstraße 3 (Karte)                    | 1865                         | Geschützt nach § 2 DSchG |    |
|                | Wohnstallhaus                     | Stetten, Mühlstraße 4/1 (Karte)                  |                              | Geschützt nach § 2 DSchG |    |
|                | Bauernhaus und ehem. Gasthaus     | Stetten, Mühlstraße 5 (Karte)                    | 1752                         | Geschützt nach § 2 DSchG |    |
|                | Bauernhaus                        | Stetten, Mühlstraße 6 (Karte)                    |                              | Geschützt nach § 2 DSchG |    |
| Weitere Bilder | Ehem. Dorfmühle                   | Stetten, Mühlstraße 15 (Karte)                   | vor 1494                     | Die Dorfmühle war eine der drei Bannmühlen in Stetten. Aktuell wird die Mühle saniert. Geschützt nach § 2 DSchG |    |
| Weitere Bilder | Backhaus                          | Stetten, Mühlstraße 28 (Karte)                   | 19. Jh.                      | Wurde im 19. Jahrhundert, aufgrund des Verbotes von Backöfen im Haus für die Dorfgemeinschaft erbaut. Geschützt nach § 2 DSchG                                                                                              |    |
|                | Weingärtnerhaus                   | Stetten, Mühlstraße 36 (Karte)                   |                              | Geschützt nach § 2 DSchG |    |
| Weitere Bilder | Gasthaus                          | Stetten, Pommerstraße 44 (Karte)                 | 1902                         | Ehemaliges Gasthaus "Zum Pfeffer". Geschützt nach § 2 DSchG |    |
|                | Gehöft                            | Stetten, Pommerstraße 72 (Karte)                 |                              | Geschützt nach § 2 DSchG |    |
| Weitere Bilder | Anstalt Stetten bzw. ehem. Schloß | Stetten, Schlossberg 20 (Karte)                  | 1387                         | Geschützt nach § 28 DSchG |    |
|                | Wohnhaus                          | Stetten, Steigstraße 2 (Karte)                   | 1809                         | Geschützt nach § 2 DSchG |    |
| Weitere Bilder | Keller                            | Stetten, Steigstraße 20 (Karte)                  | 1838                         | Historischer Bierkeller, welcher durch den Gasthof Ochsen genutzt wurde. Geschützt nach § 2 DSchG |    |
|                | Weingärtnerhaus                   | Stetten, St. Pierre-Platz 1 (Karte)              |                              | Geschützt nach § 2 DSchG |    |
| Weitere Bilder | Ehem. Rathaus                     | Stetten, St. Pierre-Platz 2 (Karte)              | 1520                         | Geschützt nach § 2 DSchG |    |
| Weitere Bilder | Ruine Yburg                       | Stetten, Flstnr. 5396/3 (Karte)                  | um 1300                      | Östlich hoch über dem Ort gelegene, weithin sichtbare Burgruine Yburg (14. Jh. um 1500, 1760 großenteils abgetragen) umgeben von historischen Weinbergen. Die Yburg ist die Ruine einer Hangburg. Geschützt nach § 28 DSchG |    |